# 國立成功大學智慧半導體及永續製造學院
國立成功大學智慧半導體及永續製造學院（英語：Academy of Innovative Semiconductor and Sustainable Manufacturing,National Cheng Kung University），為國立成功大學的下轄學院之一，是臺灣所有大學中第一個成立的半導體學院，2021年10月成立。

## 沿革
2021年5月，立法院通過《國家重點領域產學合作及人才培育創新條例》（產學創新條例），開放國立大學與企業合設研究學院，以配合行政院的「重點產業高階人才培訓與就業計畫」，隨即教育部陸續核准國立成功大學、陽明交通大學、臺灣大學及國立清華大學成立半導體學院。
2021年10月22日，國立成功大學智慧半導體及永續製造學院正式揭牌成立，由崑山科技大學前校長蘇炎坤出任院長，並邀請時任總統蔡英文出席揭牌儀式。
2021年12月，成大與高雄市政府簽訂合作意向書，智慧半導體及永續製造學院將在高雄亞灣區（高雄85大樓）成立高雄分院，並協助台積電、日月光等半導體大廠培育高階人才。隨著台積電將在熊本設廠，成大智慧半導體及永續製造學院與日本熊本高等專門學校於2023年11月簽署合作意向書，將投入課程以及研究資源協助熊本在地發展。

## 外部連結
- 國立成功大學智慧半導體及永續製造學院 （页面存档备份，存于）